# Willi Magel
Willi Magel (* 27. Mai 1925) ist ein ehemaliger deutscher Fußballspieler.

## Karriere

### Vereine
Magel gehörte als Abwehrspieler Kickers Offenbach an, für den er von 1946 bis 1957 in der Oberliga Süd, in einer von fünf Staffeln als höchste deutsche Spielklasse, Punktspiele bestritt. Nachdem die ersten beiden Spielzeiten mit Platz fünf und neun abgeschlossen worden waren, errang er mit seiner Mannschaft 1948/49 die Meisterschaft.
An der Endrunde um die Deutsche Meisterschaft nahm er allerdings erst ein Jahr später teil, nachdem seine Mannschaft als Drittplatzierter – was seinerzeit möglich war – die Folgesaison beendet hatte. Sein Debüt gab er am 21. Mai 1950 in München beim 3:1-Achtelfinal-Sieg über Tennis Borussia Berlin. Nachdem er auch im Viertel- und  Halbfinale sowie dem Wiederholungsspiel des Halbfinales mitgewirkt hatte, zog er nach Siegen über den Hamburger SV in Düsseldorf mit 3:2 – nach 0:2-Rückstand – und über Preußen Dellbrück in Oberhausen mit 3:0 ins Finale ein. Dieses fand am 25. Juni im Berliner Olympiastadion statt und wurde mit 1:2 gegen den VfB Stuttgart verloren; das einzige Tor seiner Mannschaft gelang Horst Buhtz mit dem Anschlusstreffer in der 47. Minute.
Mit dem neuerlichen Gewinn der Meisterschaft am Saisonende 1954/55 kam er erneut in der Endrunde um die Deutsche Meisterschaft, die in zwei Gruppen zu jeweils vier Mannschaften ausgetragen wurde, und deren Gruppensieger das Finale bestritten, zum Einsatz. Er bestritt die ersten drei Spiele der Gruppe 2 und beendete die Gruppe mit seiner Mannschaft als Drittplatzierter.
Ferner nahm er am Wettbewerb um den DFB-Pokal teil und debütierte am 16. August 1952 beim 3:0-Sieg über den VfB Stuttgart in der 1. Runde; anschließend bestritt er das am 5. Oktober mit 3:2 nach Verlängerung gewonnene Achtelfinale gegen Preußen Dellbrück.
1954/55 kam er in vier Spielen zum Einsatz, bevor er mit seiner Mannschaft am 7. April 1955 im Halbfinale mit der 1:2-Niederlage gegen den FC Schalke 04 aus dem Wettbewerb ausschied.

### Auswahlmannschaft
Als der Messepokal 1955 ins Leben gerufen wurde, spielte Magel für die Stadtauswahl Frankfurt. Sein einziges Spiel im internationalen Pokalwettbewerb bestritt er am 26. Oktober bei der Stadtauswahl London, die das Spiel der Gruppe D mit 3:2 gewann.

## Erfolge
- Zweiter der Deutschen Meisterschaft 1950
- Meister der Oberliga Süd 1949, 1955